# 芳賀 (郡山市)
芳賀（はが）は、福島県郡山市に所在する町丁である。郵便番号は963-8813。

## 地理
郡山市役所本庁所管地域である市街中心部に属する。北から北東にかけ横塚、南東で石渕町、水門町、南で古川、榧ノ木、昭和、西で松木町、方八町、北西で谷島町とそれぞれ隣接する。郡山駅東口市街地中央部に位置し、住居表示が実施されている。概ね東部幹線から内環状線にかけての福島県道65号小野郡山線沿線周辺より北側を範囲とし、北から一～三丁目が設置されている。幹線道路沿いに店舗や事務所などが立ち並ぶほか、集合住宅をはじめ住宅地が広がる。芳賀に所在する郡山警察署芳賀交番、および堂前町に所在する郡山消防署本署がそれぞれ管轄にあたる。

### 河川・湖沼
- 芳賀池

## 世帯数と人口
2024年1月1日現在の世帯数と人口は以下の通りである。
| 町丁 | 世帯数    | 人口    |
| ---- | --------- | ------- |
| 芳賀 | 1,036世帯 | 2,151人 |

## 小・中学校の学区
市立小・中学校に通う場合、学区は以下の通りとなる。
| 番地 | 小学校             | 中学校                 |
| ---- | ------------------ | ---------------------- |
| 全域 | 郡山市立芳賀小学校 | 郡山市立郡山第四中学校 |

## 交通

### 道路
- 福島県道65号小野郡山線
  - 行合橋
- 一級市道52号日出山久保田線（東部幹線）
- 一級市道53号昭和二丁目八山田線（内環状線）
- 一級市道56号赤沼方八町線（北西端部 東部幹線重用区間）

## 施設等
- 郡山市立芳賀小学校
- 芳賀地域公民館
- 東邦銀行 方八町支店
- 福島銀行 芳賀支店
- 福島さくら農業協同組合 芳賀よりそい支店
- スマイルホテル 郡山
- 昭和ドライバーズカレッジ
- ケイセンビジネス公務員カレッジ
- 芳賀池公園
- 諏訪神社